# 穆斯塔法·苏布西
穆罕默德·穆斯塔法·苏布西（土耳其語：Mehmet Mustafa Suphi；1883年5月14日—1921年1月28日），是共产党，土耳其共产党中央委员会主席。1921年穆斯塔法·凯末尔不准土耳其共产党在国内开展活动后，遭到杀害。
蘇布西於1883年出生在奥斯曼帝國的吉雷松省。他早年在輾轉在耶路撒冷、大馬士革和埃爾祖鲁姆，之后進入加拉塔萨雷中學學習。之後在巴黎學習政治學，並擔任土耳其《塔寧報》的記者。
他於1910年回到土耳其，並在《伊夫哈姆報》擔任編輯，同時兼職講授法律和經濟學。1913年，他被指控參與暗殺馬哈茂德-謝夫克特-帕夏，被流放到西諾普15年。在那里，他向《Ictiha》和《Hak》期刊投稿關於西方哲學的文章。1914年，他从西諾普逃到俄羅斯，第一次世界大戰爆發後，俄罗斯政府將他視為戰俘，又将他流放到烏拉爾地區。
1915年，他在烏拉爾加入布爾什維克。1918年7月，他幫助組織了在莫斯科召開的土耳其左翼社會主義者代表大會。11月，他參與了在穆斯科姆的工作。他還被選為納克姆納茨全俄穆斯林工人部中央委員會委員。期間他擔任曾任东方宣传局土耳其支部主席的米尔萨耶特-索尔坦格列夫的秘書，1919年作為土耳其代表出席第三國際第一次代表大會。同年，他還創辦了《耶尼-杜尼亚》（《新世界》），向土耳其戰俘普及科學社會主義。
1920年9月10日在巴庫召開的土耳其共產黨第一次代表大會上，蘇布西当當選大會主席，并前往安納托利亞。他也是赴土耳其參加土耳其獨立戰爭的15名共產黨員之一。在埃爾祖魯姆遭遇國內民族主義者的不滿後，共產黨人試圖返回巴庫。但他们還是於1921年1月28日晚从特拉布宗啟航後，被水手殺害。也有說法是，他是被一群來自特拉布宗的-恩維爾支持者謀殺的，顯然是因為擔心蘇布西可能会暴露恩維爾在莫斯科的政治計劃，即一旦土耳其民族主義者戰敗，就利用布爾什維克在土耳其奪取政權。